# Chapelle Notre-Dame-de-Santé de Carpentras
La chapelle Notre-Dame de Santé a été fondé le 16 janvier 1630 par les consuls de la ville de Carpentras. Le monument est situé au bord de l'Auzon, à l'entrée de Carpentras. D'abord petit oratoire édifié vers 1401 et dédié à la “Vierge du pont de Serres“, l'abbé Méry en fit une chapelle au XVIe siècle, et l'actuelle fut construite au XVIIIe siècle. Le lieu est inscrit à l'inventaire supplémentaire des Monuments historiques du Ministère de la Culture .

## Histoire
La chapelle Notre-Dame de Santé est à l’origine un corps de garde sur les berges de l’Auzon. Carpentras, possession pontificale et capitale du Comtat Venaissin, connaît un essor économique et culturel important au XIVe siècle, lorsque la papauté s’installe en Avignon. La ville s’entoure alors de nouveaux remparts terminés en 1537. Cinquante ans plus tard, les consuls de la ville et l’évêque Recteur décident de créer un poste de garde avancé sur les berges de l’Auzon près du seul pont existant à l’époque. Un minuscule oratoire est édifié à l’intention des gens d’armes. En 1533, l’abbé Mery fait construire de ses propres deniers une petite chapelle qui remplace le vieil oratoire. En 1562, en pleine première guerre de religion, le poste de garde du pont de l’Auzon mis sous la protection plus spéciale de la Vierge Marie, résiste aux assauts des troupes du baron des Adrets, chef des huguenots.

### Le miracle du 10 juillet 1629
Lors de la grande peste de 1628, ordre est donné aux habitants de ne pas quitter la ville. Les soldats du pont de l’Auzon reçoivent pour mission d’empêcher tout passage. Après quinze jours d’épidémie, on compte plus de trois mille morts. Le 10 juillet, à 3 heures du matin, les habitants des environs de l’Auzon sont tirés de leur sommeil par les tintements de cloche de la chapelle du pont. Ils accourent et constatent que la cloche sonne d’elle-même. À partir de cette nuit, les victimes sont moins nombreuses et le mois suivant, l’épidémie n’est plus. Le 16 janvier 1630, les consuls établissent un acte de fondation qui stipule notamment la célébration d’une messe basse quotidienne. (C’est le premier document connu qui donne au sanctuaire, le nom de Notre-Dame de Miséricorde et de Santé).

## La chapelle actuelle

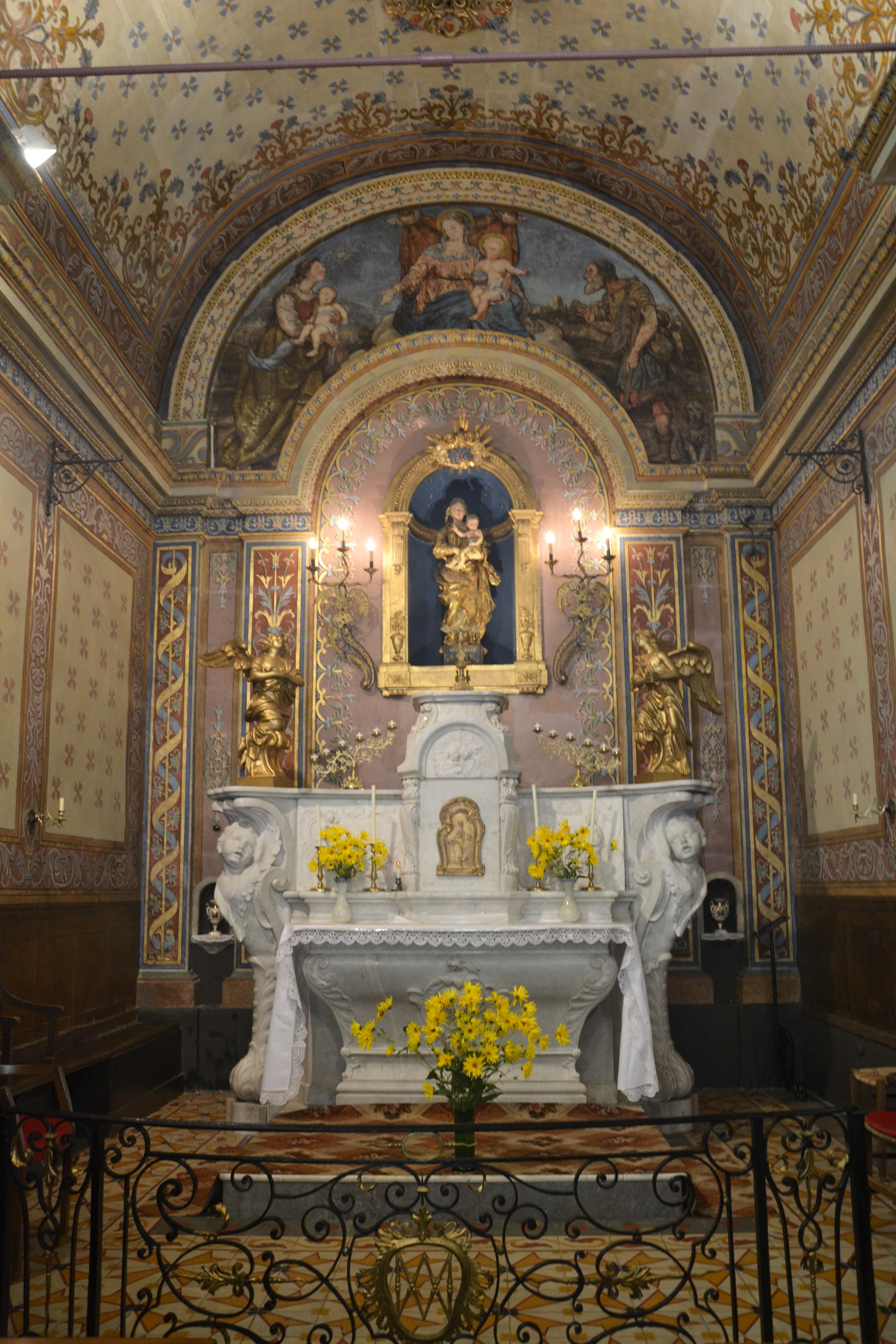
L'autel de la chapelle avec la statue de la Vierge à l'Enfant dite Notre-Dame de Santé.

Le 23 mars 1732, le conseil de la ville de Carpentras décide l’agrandissement et l’embellissement du petit sanctuaire. L’architecte d’Allemans dresse les plans d’un nouvel édifice qui néanmoins assure le maintien de l’ancienne petite chapelle. Les travaux débutent en 1734 et se terminent en 1748 grâce aux libéralités de Mgr d’Inguimbert.

## Pour approfondir